# Atoconeura aethiopica
Atoconeura aethiopica é uma espécie de libelinha da família Libellulidae.
É endémica de Etiópia.
Os seus habitats naturais são: regiões subtropicais ou tropicais húmidas de alta altitude, matagal tropical ou subtropical de alta altitude e rios.
Está ameaçada por perda de habitat.